# Елізабет Болден
Елізабет «Ліззі» Болден (Джонс), англ. Elizabeth "Lizzy" Bolden; 15 серпня 1890 — 11 грудня 2006) — американська довгожителька, рекордсменка Книги рекордів Гіннеса як найстаріша людина планети з 27 серпня 2006 до моменту смерті. Входить в двадцятку найстаріших повністю верифікованих людей планети за всю історію (14 місце).

## Життєпис
Елізабет Джонс народилась у 1890 році в місті Самервілл, штат Теннессі, в сім'ї звільнених рабів. Вона одружилася з Льюісом Болденом приблизно в 1908 році. Першу дитину, сина Езела, народила 21 вересня 1909 року. Все трудове життя займалась переважно фермерством.
Онук довгожительки, Джон Болден, розповідав невдовзі після її смерті: «Вона завжди була орієнтована на сім'ю, давала хороші поради, і до неї прислуховувались. Вона була працьовитою, більшу частину свого життя займалася фермерством».
Невдовзі після смерті чоловіка в 1950 році переїхала в будинок для людей літнього віку в місті Мемфіс, штат Теннессі, де прожила до самої смерті. В останні роки сили все частіше покидали її, вона важко говорила і більшу частину часу спала. Родичі Елізабет вважали її нездатною до спілкування і просили, щоб увага ЗМІ (така як інтерв'ю чи відвідування) була обмежена. В той час, коли Болден була найстарішою людиною планети, вона рідко з'являлась на публіці.
Померла в будинку для людей літнього віку в місті Мемфіс, 11 грудня 2006 року, у віці 116 років і 118 днів. Після її смерті звання найстарішого жителя планети перейшло до 115-річного пуерториканця Еміліано Меркадо дель Торо, який протримав його трохи більше місяця.

## Сім'я
В 1908 році Елізабет Джонс одружилася з Льюісом Болденом (пом. 1950). В цьому шлюбі народила семеро дітей. Тільки двоє з них пережили матір — 89-річна Естер Рхоудз и 86-річна Меймі Брітмон. Крім того, на момент її 116-го дня народження, Елізабет Болден мала 40 онуків, 75 правнуків, 150 праправнуків, 220 прапраправнуків и 75 прапрапраправнуків.

## Рекорди довголіття
- 9 грудня 2005 року вона була помилково визначена як найстарша людина планети, але в подальшому статус був присвоєний Марії Естер де Каповільї.
- 27 серпня 2006 року, після смерті еквадорської довгожительки Марії Естер де Каповільї, Ліззі Болден стала найстарішою людиною планети вдруге.[4] Це було офіційно підтверджено 17 вересня 2006 року представниками Книги рекордів Гіннеса.
- В липні 2006 року, Елізабет Болден увійшла в десятку найстаріших людей планети за всю історію. З моменту її смерті у віці 116 років і 118 днів, до 2011 року вона була восьмою в цьому списку.
- Після виключення зі списку супердовгожителів Сігітійо Ідзумі в 2011 році Елізабет Болден стала сьомою з найстаріших верифікованих довгожителів.
- 2 липня 2014 року Елізабет Болден знову стала восьмою з найстаріших верифікованих людей, які коли-небудь жили, поступившись японці Місао Окаві.
- 1 листопада 2014 року Елізабет Болден стала дев'ятою серед найстаріших верифікованих людей, поступившись американці Гертруді Вівер.
- Елізабет стала останньою повністю верифікованою людиною в історії, що народилася в 1890 році.